# Убить Риту
«Убить Ри́ту» — российский криминально-драматический сериал Марии Агранович с Евгенией Борзых в главной роли. Производством проекта занимается компания 1-2-3 Production.
Премьера двух первых серий состоялась в онлайн-кинотеатре Premier 19 октября 2023 года. Новые серии размещались еженедельно по четвергам. Заключительная серия первого сезона вышла 30 ноября 2023 года.
24 июля 2024 года стало известно, что сценарная работа проведена, придумано продолжение истории и ведутся переговоры о съёмках второго сезона.

## Сюжет
Молодую учительницу химии за секс с учеником со скандалом увольняют из школы. Оставшись без средств к существованию, Рите удаётся найти работу по уборке коттеджа. Богатый дом внезапно становится местом преступления, а сама героиня оказывается в эпицентре криминальных разборок бандитов. Однако сама Рита не так проста как кажется — долгое время она жила под прикрытием по чужому паспорту.

## Актёры и роли

### В главных ролях
| Актёр             | Роль       |
| ----------------- | ---------- |
| Евгения Борзых    | Рита       |
| Александр Мизев   | Вальтер    |
| Олег Гаас         | Руслан     |
| Артём Быстров     | Шустров    |
| Анна Слю          | Гнездилова |
| Артур Бесчастный  | Скуратов   |
| Артём Ткаченко    | Ключников  |
| Алексей Филимонов | Горюнов    |
| Данияр Алшинов    | Чингиз     |
| Максим Яковлев    | Жанболат   |
| Алексей Агранович | Логопед    |
| Эрик Яралов       | Моряк      |

### В ролях
| Актёр                 | Роль         |
| --------------------- | ------------ |
| Игорь Грабузов        | Шершавин     |
| Мария Дризик          | Грета        |
| Роман Семейко         | Ребенок      |
| Юлия Марченко         | мама Риты    |
| Иван Батарев          | Чернега      |
| Снежана Самохина      | Лариса       |
| Александра Большакова | Жанна        |
| Матвей Лыков          | Локтионов    |
| Сергей Колос          | Росляков     |
| Софья Володчинская    | Пермякова    |
| Евгений Зайфрид       | Ромашов      |
| Артём Лещик           | Заяц         |
| Василий Реутов        | Технарь      |
| Анита Запороцкова     | Яна          |
| Александр Маслов      | Семицветов   |
| Максим Блинов         | Роман        |
| Роман Агеев           | Кисляк       |
| Роман Еникеев         | Юрген        |
| Артём Казюханов       | Улитин       |
| Хельга Филиппова      | Ромашова     |
| Мирра Шумска          | Рита (8 лет) |

## Награды и номинации
- 2023 — приз «Лучшая актриса» (Евгения Борзых) на V фестивале сериалов «Пилот» в Иваново[3].
- 2023 — звание «Лучшая актриса сериалов сезона-2023» (Евгения Борзых) по мнению ведущих российских критиков и популярных Telegram-каналов о кино в опросе интернет-телегида «Вокруг ТВ» по итогам 2023 года[4].
- 2024 — номинация на II Премию Гильдии кастинг-директоров в категории «Лучшая женская роль» (Евгения Борзых)[5].

## Мнения о сериале
Сериал получил положительные оценки критиков и журналистов.
- Елена Зархина, Forbes Woman:

Рита независима, во многом умнее героев-мужчин и не скрывает своей любви к сексу. Всё это заслуга Марии Агранович, которая переписала первоначальный сценарий проекта, сделав его более дерзким.
- Маша Бороденко, «Кино-театр.ру»:

Непредсказуемый аттракцион и прекрасная Евгения Борзых.
- Егор Москвитин, кинокритик:

Отличный пример того, что бывает, когда «историю про сильную героиню» придумывают, пишут, продюсируют, снимают и монтируют женщины. Давайте так почаще.
- Вера Цветкова, «Независимая газета»:

Крепко закрученный (сериал).
- Сергей Ефимов, «Комсомольская правда»:

Пожалуй, самое ценное в сериале "Убить Риту" — настроение.
- Александр Логинов, GameMag:

Если немного отстраниться от заговоров и интриг, то сериал "Убить Риту" ближе даже не к голливудской "Миссис Дейвис", от которой здесь есть какие-то тонкие вайбы при совершенной сюжетной непохожести, а к отечественным "Жмуркам", хоть и без комедийного акцента.
- Илья Ёлкин, «Российская газета»:

Рита взяла немало черт от персонажей Breaking Bad и "Убить Билла", однако есть у нее и свои уникальные особенности - она необычная женщина, которую не волнуют стереотипы о возрасте и образе жизни.